# 巴罗足球俱乐部
巴羅足球會（英語：Barrow A.F.C.）是位於英格蘭西北部坎布里亞郡的工業及海港市鎮巴羅因弗內斯（Barrow-in-Furness）的足球俱乐部，成立於1901年，曾於1921年至1972年超過50年在英格蘭足球聯賽參賽，降班後一直浮沈於非聯賽系統的頂、次級別，現時在英格蘭足球聯賽系統第五級的英格蘭足球議會全國聯賽參賽。球隊曾分別於1990年及2010年兩奪非聯賽的最重要盃賽－英格蘭足總錦標，是至今唯一分別在新、舊溫布萊球場贏得這項錦標的球隊。
2019-20賽季，巴羅足球會成為英格蘭足球議會全國聯賽冠軍，2020-21賽季中於英格兰足球乙级联赛參賽。

## 大事紀年
| 年 份   | 事 項 |
| ------- | --- |
| 1901-02 | 參加蘭開夏聯賽（Lancashire League）                                                                            |
| 1903-04 | 加入蘭開夏混合聯賽（Lancashire Combination）成為新成立的乙組創始成員                                           |
| 1904-05 | 蘭開夏混合乙組聯賽亞軍，升班甲組                                                                               |
| 1908    | 蘭開夏混合甲組聯賽排第廿位，降班乙組                                                                           |
| 1910-11 | 蘭開夏混合乙組聯賽亞軍，升班甲組                                                                               |
| 1913-14 | 蘭開夏混合甲組聯賽亞軍                                                                                         |
| 1920-21 | 蘭開夏混合甲組聯賽冠軍                                                                                         |
| 1921-22 | 英格蘭足球聯賽北區丙組聯賽創始成員                                                                             |
| 1958-59 | 聯賽重組後被置於新成立的丁組聯賽                                                                               |
| 1966-67 | 丁組聯賽季軍，升班丙組聯賽                                                                                     |
| 1970    | 丙組聯賽排第廿三位，降班丁組聯賽                                                                               |
| 1971    | 丁組聯賽排第廿四位，獲重選留級                                                                                 |
| 1972    | 丁組聯賽排第廿二位，不獲重選留級                                                                               |
| 1972-73 | 參加英格蘭北部超級聯賽（Northern Premier League）                                                              |
| 1979-80 | 聯盟超級聯賽（Alliance Premier League）創始成員                                                                |
| 1983    | 聯盟超級聯賽排第廿一位，降班北部超級聯賽                                                                       |
| 1983-84 | 北部超級聯賽冠軍，升班聯盟超級聯賽                                                                             |
| 1986    | 聯盟超級聯賽排第廿二位，降班北部超級聯賽                                                                       |
| 1986-87 | 英格蘭足總錦標晉級準決賽                                                                                       |
| 1987-88 | 北部超級聯賽增加甲組，原來的球隊參賽超聯組（Premier Division）                                                 |
| 1988-89 | 北部超級聯賽超聯組冠軍（第2次），升班議會聯賽                                                                  |
| 1989-90 | 決賽3-0擊敗利克鎮，英格蘭足總錦標冠軍                                                                          |
| 1992    | 議會聯賽排第廿二位，降班北部超級聯賽超聯組                                                                     |
| 1997-98 | 北部超級聯賽超聯組冠軍（第3次），升班議會聯賽                                                                  |
| 1999    | 議會聯賽排第十九位，但因財困而被罰降班北部超級聯賽超聯組                                                       |
| 2002-03 | 北部超級聯賽超聯組亞軍                                                                                         |
| 2004-05 | 加入新成立的英格蘭足球議會北部聯賽成為創始成員                                                                 |
| 2007-08 | 議會北部聯賽排第五位，附加賽準決賽兩回合累計4-0淘汰，決賽1-0擊敗史達利比治（Stalybridge Celtic），升班全國聯賽 |
| 2009-10 | 決賽於加時後2-1擊敗，英格蘭足總錦標冠軍（第2次）                                                               |
| 2012-13 | 全國聯賽排第廿二位，降班議會北部聯賽                                                                           |
| 2014-15 | 議會北部聯賽冠軍，升班全國聯賽                                                                                 |
| 2019-20 | 全國聯賽冠軍，升班英乙                                                                                         |

## 主場球場

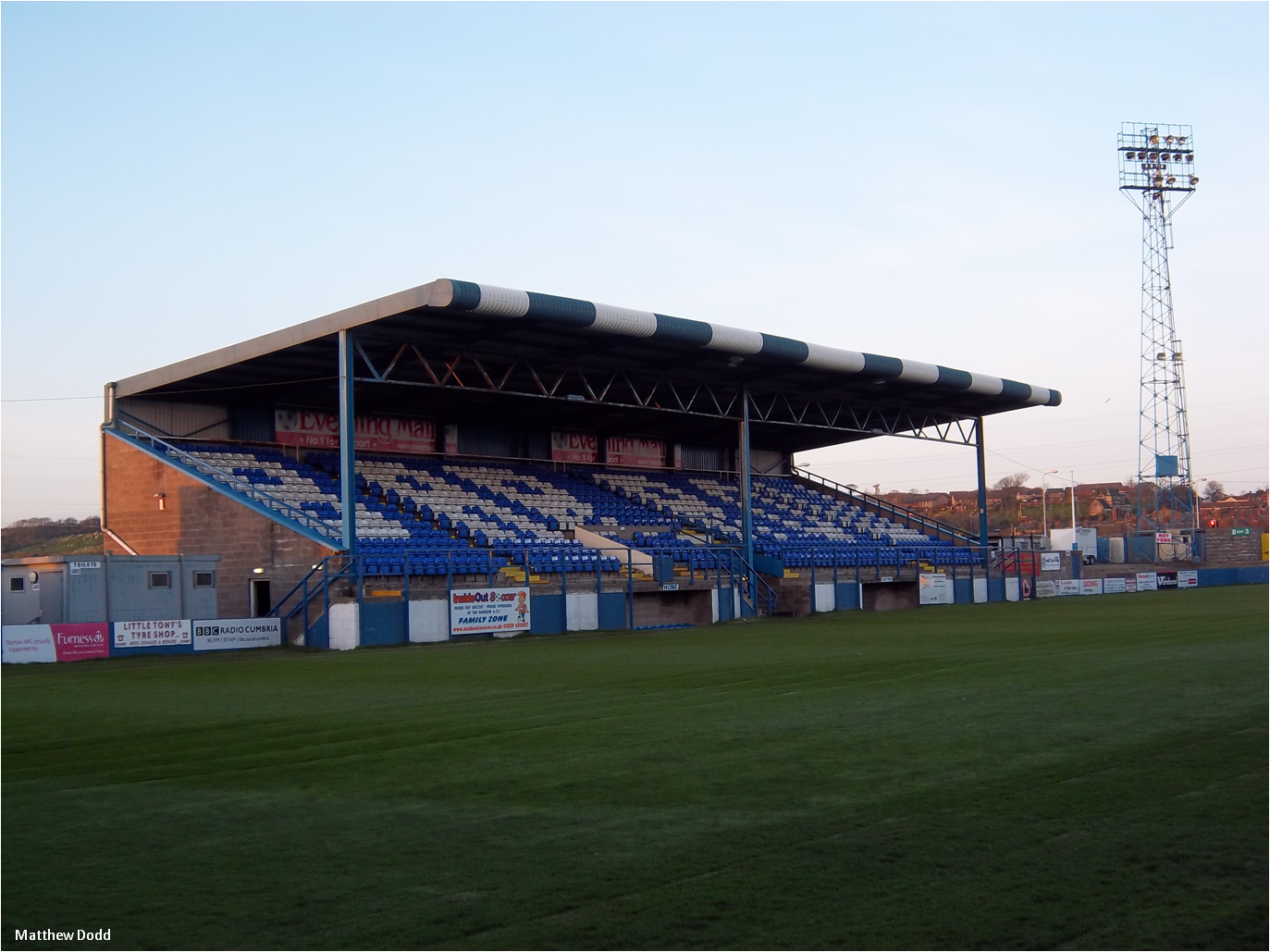
黃昏中的霍尔克街足球场

霍尔克街足球场（Holker Street）自1910年起已成為巴羅的主場球場，此前舊址是一個垃圾場，建成球場後曾租予軒特普爾田徑足球會（Hindpool Athletic football club）。巴羅在霍尔克街進行的首場賽事是以5-2擊敗來訪的埃克尔斯（Eccles Borough）。球場逐步發展，當二戰結束後恢復足球比賽時，霍尔克街已設有四面有上蓋的階梯看台。1954年有破記錄的16,784名觀眾進場觀看巴羅對的英格蘭足總盃賽事。1963年球場設置汎光燈照明。
於1970年代球場曾主辦沙地摩托车賽事，為興建賽道而需要拆卸「鋼工廠看台」（Steelworks End），並移除各階梯看台的前排位置，而足球賽事則安排在用以遮蓋沙土賽道的臨時草地板塊上進行。因此而引起對賽球隊的投訴，當巴羅於1971/72年球季位列丁組的尾四名次內時，各隊聯手使巴羅不獲重選留級，球隊被迫降班到英格蘭北部超級聯賽。而賽道亦於兩年後由於不受歡迎而關閉，球場草坪回復原狀，並在原「鋼工廠看台」的位置興建一個設有壁球場的新遊樂中心。
於斯蒂芬·沃恩（Stephen Vaughan, Sr.）主政期間，在球場近威爾基路（Wilkie Road）一邊興建主看台，為全坐席可容1,000名觀眾，自此以後，球場唯一重大改變只是拆除有危險的「霍爾克街看台」（Holker Street end）的頂蓋。球場現時被形容為「感覺傳統及古老」，具有三面階梯看台，主看台在草坪一面中間轟立，兩旁為低座看台，在主看台對面的「大眾看台」（Popular Side）是唯一有上蓋的階梯看台。

## 球衣及會徽

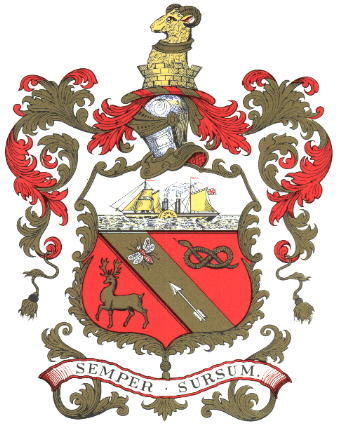
巴羅因弗內斯徽章

巴羅的主色為藍和白，於1912年球隊穿著藍衫白褲，但巴羅最初是穿著類似的黑、白直間球衣。由1939年至1959年，球隊通常穿著一件藍衫有白「V」設計的球衣。自此以後，巴羅的球衣款式時有改變，時而藍為主色或時而白為主色，間中採用直間或橫間。於2001/02年球季，球隊為慶祝百週年會慶而特別穿上黑、白直間球衣。雖然巴羅的作客球衣時有改變，但當球隊穿著鑲藍邊的黃衫於2010年贏得英格蘭足總錦標後，這個顏色組合便獲保留作為球隊的第二球衣。
球會的會徽源自巴羅因弗內斯（Barrow-in-Furness）的徽章，會徽包含有一艘潛艇代表巴羅的造船業，曾為英國皇家海軍承建艦艇及民用船隻；紅玫瑰代表兰开夏郡；並有一個足球。取材自城鎮徽章還有一個畫謎，是一隻蜜蜂和一支箭，合起來其英語「Bee-arrow」讀音與球會名稱「Barrow」相近。

## 榮譽
- 英格蘭足總錦標
  - 冠軍：1989/90年、2009/10年；
- 英格蘭足球議會全國聯賽
  - 冠軍：2019/20年；
- 英格蘭足球議會北部聯賽
  - 冠軍：2014/15年；
- 英格蘭足球議會北部聯賽
  - 附加賽冠軍：2007/08年；
- 蘭開夏高級盃
  - 冠軍：1954/55年；
- 英格蘭北部超級聯賽
  - 冠軍：1983/84年、1988/89年、1997/98年；
  - 亞軍：2002/03年；
- 英格蘭北部超級聯賽挑戰盃
  - 亞軍：1987/88年；
- 英格蘭北部超級聯賽會長盃
  - 冠軍：2001/02年、2003/04年；

## 外部連結
- 官方網站 （页面存档备份，存于）